# Časová schránka
Časová schránka nebo též časová kapsle je úkryt historických předmětů nebo informací, sloužící většinou jako metoda komunikace s lidmi v budoucnosti. Má pomoci budoucím historikům, archeologům nebo antropologům. Časové schránky jsou někdy vytvářeny u příležitosti významných momentů jako jsou Světové výstavy nebo položení základního kamene budov.

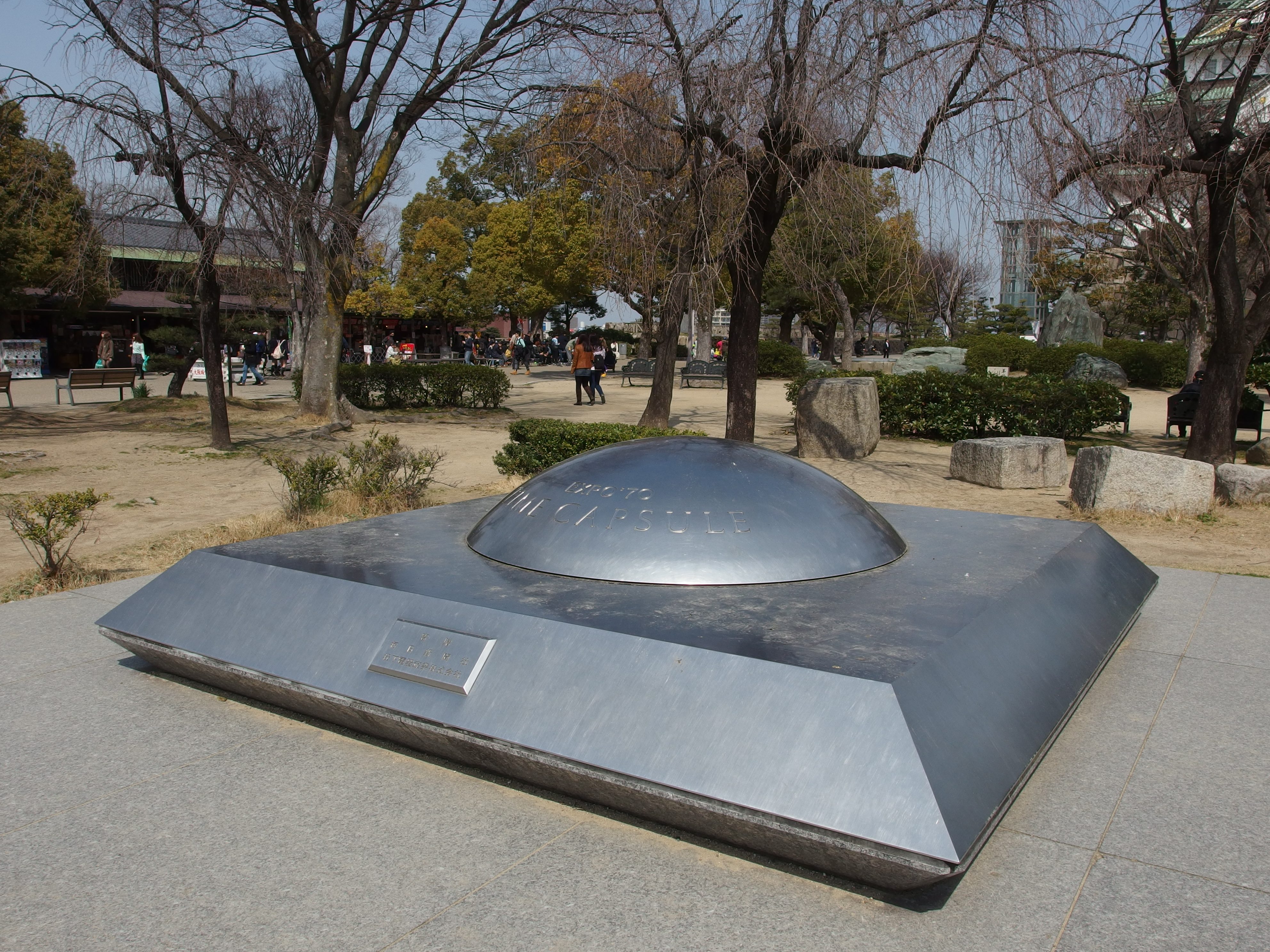
Časová schrána v Ósace

## Pozadí
Časové schránky jsou umístěné s úmyslem znovuotevření ke konkrétnímu datu v budoucnosti.
Jedním z prvních příkladů použití časové schránky je Detroit Century Box, vymyšlená starostou Detroitu Williamem Mayburym. Tato byla vytvořena 31. prosince 1900 a její otevření bylo naplánováno za 100 let. Uvnitř se nacházely fotografie a dopisy 56 významných obyvatel města, popisujících život v roce 1900 a jejich představy a předpovědi světa v roce 2000. Starosta Maybury rovněž zanechal ve schránce dopis svému budoucímu nástupci. Schránka byla otevřena při ceremonii 31. prosince 2000 městskými úředníky, jimž předsedal starosta Dennis Archer.
Za první časovou schránku v moderním smyslu je považována Krypta civilizace z roku 1936 umístěná na Oglethorne University určena k otevření v roce 8113. Autorem termínu časová schránka je raketový konstruktér George Pendrey.
Další známá časová schránka byla vytvořena při příležitosti Světové výstavy 1939 v New Yorku jako součást expozice firmy Westinghouse Electric. Jde o 2,3 metrů dlouhou schránku s vnitřním průměrem 16 centimetrů o hmotnosti 360 kilogramů, která byla vyrobena z mědi, chromu a slitiny stříbra. Obsahuje běžné předměty, například cívky nití a panenky, semena plodin základních potravin, denní tisk, mikroskop nebo slovník. V roce 1965 byla přidána druhá časová kapsle umístěná deset stop severně od první. Obě jsou zakopány 50 stop pod povrchem Parkem Corona ve Flushing Meadows na místě výstavy. Obě schránky by měly být otevřeny v roce 6939.
V době socialismu v SSSR rovněž vzniklo mnoho časových schránek se vzkazy budoucím generacím komunistické společnosti.
Čtyři časové schránky se nachází rovněž ve vesmíru. Jedná se o vzkazy mimozemským civilizacím, popřípadě budoucím lidem, na palubě kosmických sond Pioneer 10, Pioneer 11, Voyager 1 a Voyager 2. V přípravě je rovněž satelit KEO, jehož datum startu bylo ovšem již několikrát odloženo. Tento satelit by měl obsahovat vzkazy obyvatel planety Země budoucím generacím a měl by být naveden na dráhu takovou, aby do atmosféry Země vstoupil za 50000 let, což je doba, která přibližně uplynula mezi vytvořením prvních jeskynních maleb a rokem startu družice.
V roce 1990 vznikla Mezinárodní unie časových schránek, která má za cíl vytvořit a udržovat globální databázi všech existujících časových kapslí.

## Kritika
Někteří historikové, například William Jarvis, tvrdí, že většina vytvořených časových schránek obvykle neposkytuje mnoho hodnotných historických informací. Podle vyjádření Jarvise jsou totiž obvykle zaplněny artefakty s omezenou hodnotou pro budoucí historiky. Pokud by obsahovaly osobní poznámky lidí, obrázky, fotografie nebo další dokumenty, hodnota pro historiky by se zvýšila.
Další kritika směřuje na fakt, že časové schránky jsou uzavřeny až do doby naplánovaného otevření. Lidé v mezidobí nemají k těmto artefaktům a dokumentům přístup, časové kapsle tedy špatně plní svou muzejní úlohu zachování informací o kultuře v dané době.
Historikové také poukazují na problém s výběrem médií pro přenos informací do budoucnosti. Lze předpokládat, že v době otevření v daleké budoucnosti budou dnešní technologie a dnešní záznamová média značně zastaralá. Dalším problémem může být odlišný jazyk v daleké budoucnosti.
Problémem může být i to, že mnohé časové schránky mohou být ztraceny když o ně přestane být zájem a jejich přesná poloha přestane být známa. Dále mohou být zničeny přírodními podmínkami, například podzemní vodou.
Z těchto důvodů lze říci, že archivy mohou být nejlepším druhem časových schránek, alespoň po dobu, kdy se dané médium používá a kdy z něj lze čerpat data.